# Старое Леушино
Старое Леушино — деревня в Тейковском районе Ивановской области. Входит в состав Новолеушинского сельского поселения.

## География
Находится в юго-западной части Ивановской области на расстоянии приблизительно 3 км на юг по прямой от районного центра города Тейково.

## История
Населенный пункт официально образован уже в XXI веке, хотя уже значился на карте 1995 года. В 2002 году еще не учитывался как отдельный населенный пункт.

## Население
Постоянное население составляло 33 человека в 2010 году.